# Norton (Vermont)
Norton ist eine Town im Essex County im US-Bundesstaat Vermont. Sie hatte bei der letzten Volkszählung im Jahr 2020 insgesamt 153 Einwohner. Sie ist Teil der Berlin Micropolitan Statistical Area.

## Geografie

### Geografische Lage
Norton liegt im Nordwesten des Essex Countys, südlich der Grenze zu Kanada. Zentral im Süden der Town liegt der Norton Pond. In ihm entspringt der nordwärts fließende Coaticook River. Er und seine zahlreichen kleinen Zuflüsse entwässern das Gebiet der Town in Richtung Kanada. Die Oberfläche ist hügelig, die höchste Erhebung ist der 840 m hohe Brousseau Mountain.

### Nachbargemeinden
Alle Entfernungen sind als Luftlinien zwischen den offiziellen Koordinaten der Orte aus der Volkszählung 2010 angegeben.
- Nordwesten: Coaticook, Kanada, 5,4 km
- Nordosten: Dixville, Kanada, 5,0 km
- Osten: Averill, 16,1 km
- Südosten: Averys Gore, 2,7 km
- Süden: Warren Gore, 8,3 km
- Südwesten: Warner’s Grant, 12,2 km
- Westen: Holland, 20,2 km

### Klima
Die mittlere Durchschnittstemperatur in Norton liegt zwischen −11,7 °C (11 °Fahrenheit) im Januar und 18,3 °C (65 °Fahrenheit) im Juli. Damit ist der Ort gegenüber dem langjährigen Mittel der USA um etwa 9 Grad kühler. Die Schneefälle zwischen Mitte Oktober und Mitte Mai liegen mit mehr als zwei Metern etwa doppelt so hoch wie die mittlere Schneehöhe in den USA. Die tägliche Sonnenscheindauer liegt am unteren Rand des Wertespektrums der USA, zwischen September und Mitte Dezember sogar deutlich darunter.

## Geschichte
Der Grant für Norton wurde als einer der ersten Grants durch die Vermont Republic im Jahr 1769 vergeben. Die Urkunde ist verbrannt, so dass keine Informationen zum Grant bekannt sind.
Zunächst wurde Norton Hamilton genannt. Mit der Festsetzung des Grants wurde die Town in Norton, nach Jedediah Norton, dem größten Landbesitzer in Norton, umbenannt. Die Siedler in Norton stammten zunächst aus Quebec. Französische und britische Siedler aus dem Bereich Gulf of Saint Lawrence. Über den Coaticook River konnten sie Waren und Güter in Richtung Kanada transportieren. Straßen gab es zunächst kaum.
Die Eisenbahn erreichte Norton im Jahr 1853 mit der Bahnstrecke Montreal–Island Pond. Dadurch war es nun möglich, auch mit dem südlicheren Neu England Handel zu treiben. Jedoch bestehen auch heute noch starke Handelsbeziehungen zu Quebec.
Auf einer sumpfigen und bewaldeten Landfläche in der Nähe der kanadischen Grenze bestand von 1970 bis 1994 der Earth Peoples Park in Norton. Im Jahr 1970 wurde das Land erworben und als gemeinnützige Earth Peoples Park Inc betrieben. Nach der Beschlagnahme des Landes durch die Regierung der Vereinigten Staaten im Jahr 1994 wurde auf ihm der Black Turn Brook State Forest errichtet, der sich im Besitz des Bundesstaates Vermont befindet.

### Einwohnerentwicklung
| Volkszählungsergebnisse – Town of Norton, Vermont | Volkszählungsergebnisse – Town of Norton, Vermont | Volkszählungsergebnisse – Town of Norton, Vermont | Volkszählungsergebnisse – Town of Norton, Vermont | Volkszählungsergebnisse – Town of Norton, Vermont | Volkszählungsergebnisse – Town of Norton, Vermont | Volkszählungsergebnisse – Town of Norton, Vermont | Volkszählungsergebnisse – Town of Norton, Vermont | Volkszählungsergebnisse – Town of Norton, Vermont | Volkszählungsergebnisse – Town of Norton, Vermont | Volkszählungsergebnisse – Town of Norton, Vermont |
| Jahr                                              | 1800                                              | 1810                                              | 1820                                              | 1830                                              | 1840                                              | 1850                                              | 1860                                              | 1870                                              | 1880                                              | 1890                                              |
| ------------------------------------------------- | ------------------------------------------------- | ------------------------------------------------- | ------------------------------------------------- | ------------------------------------------------- | ------------------------------------------------- | ------------------------------------------------- | ------------------------------------------------- | ------------------------------------------------- | ------------------------------------------------- | ------------------------------------------------- |
| Einwohner                                         |                                                   |                                                   |                                                   |                                                   |                                                   |                                                   | 32                                                | 303                                               | 239                                               | 960                                               |
| Jahr                                              | 1900                                              | 1910                                              | 1920                                              | 1930                                              | 1940                                              | 1950                                              | 1960                                              | 1970                                              | 1980                                              | 1990                                              |
| Einwohner                                         | 692                                               | 479                                               | 336                                               | 339                                               | 314                                               | 279                                               | 241                                               | 207                                               | 184                                               | 169                                               |
| Jahr                                              | 2000                                              | 2010                                              | 2020                                              | 2030                                              | 2040                                              | 2050                                              | 2060                                              | 2070                                              | 2080                                              | 2090                                              |
| Einwohner                                         | 214                                               | 169                                               | 153                                               |                                                   |                                                   |                                                   |                                                   |                                                   |                                                   |                                                   |

## Wirtschaft und Infrastruktur

### Verkehr
In nördlicher Richtung zentral durch die Town verläuft parallel zum Coaticook River die Vermont State Route 114. An der Grenze zweigt sie in östlicher Richtung nach Canaan ab.

### Öffentliche Einrichtungen
Das North Country Hospital & Health Care in Newport ist das nächstgelegene Krankenhaus für die Bewohner der Town.

### Bildung
Norton gehört mit Bloomfield, Brunswick, Canaan und Lemington zur Essex North Supervisory Union. Es gibt keine Schule in Norton, die nächstgelegenen Schulen sind die Canaan Schools. Sie bieten für etwa 200 Schülerinnen und Schülern Klassen von Kindergarten bis zum 12. Schuljahr.
In Norton befindet sich keine Bibliothek. Die nächstgelegenen sind in Derby Line oder Canaan.